# Liste der Biografien/Osm
Liste der Biografien |
Portal Biografien |
Personensuche
# |
A |
B |
C |
D |
E |
F |
G |
H |
I |
J |
K |
L |
M |
N |
O |
P |
Q |
R |
S |
T |
U |
V |
W |
X |
Y |
Z |
?
 
Oa |
Ob |
Oc |
Od |
Oe |
Of |
Og |
Oh |
Oi |
Oj |
Ok |
Ol |
Om |
On |
Oo |
Op |
Oq |
Or |
Os |
Ot |
Ou |
Ov |
Ow |
Ox |
Oy |
Oz
 
Osa |
Osb |
Osc |
Osd |
Ose |
Osg |
Osh |
Osi |
Osk |
Osl |
Osm |
Osn |
Oso |
Osp |
Osr |
Oss |
Ost |
Osu |
Osv |
Osw |
Osy |
Osz
Die Liste der Biografien führt alle Personen auf, die in der deutschsprachigen Wikipedia einen Artikel haben. Dieses ist eine Teilliste mit 100 Einträgen von Personen, deren Namen mit den Buchstaben „Osm“ beginnt.

## Osm

### Osma
- Osmajić, Vladimir (* 1980), montenegrinischer Handballspieler
- Osmak, Julija (* 1998), ukrainische Schachspielerin
- Osmakowicz, Anna (* 1963), polnische Sängerin
- Osmalı, Enver (* 1920), türkischer Radrennfahrer
- Osman Ağa, osmanischer Historiograph und Dolmetscher
- Osman Ali, Abd Al Rahman (* 1986), österreichisch-ägyptischer Fußballspieler
- Osman Bey (* 1836), antisemitischer Publizist
- Osman Daar, Aden Abdullah (1908–2007), somalischer Präsident
- Osman I. (* 1258), osmanischer Sultan und Begründer des Osmanischen ReichsOsman I. (* 1258)

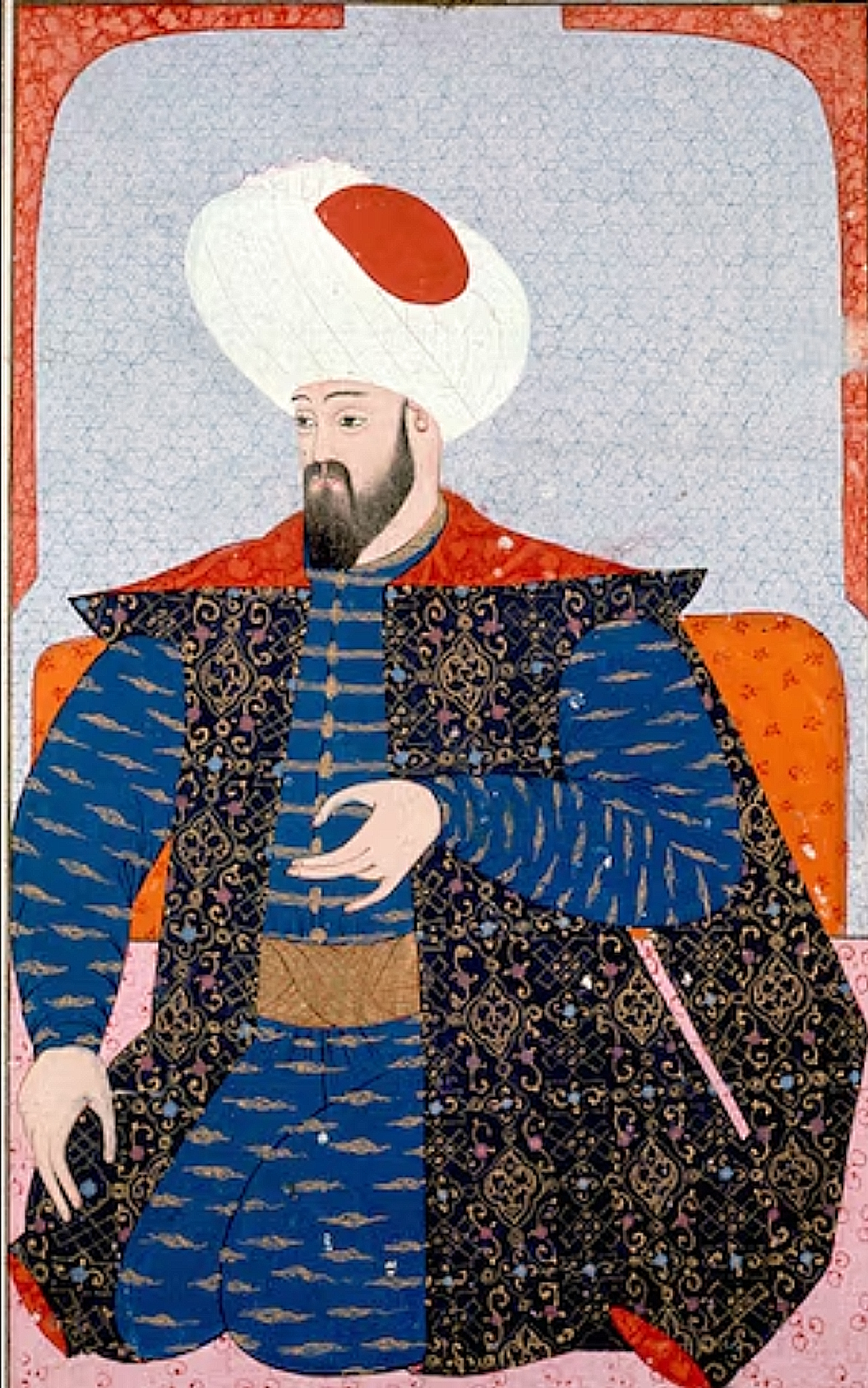
Osman I. (* 1258)

- Osman II. (1604–1622), Sultan des Osmanischen Reiches
- Osman III. (1699–1757), Sultan des Osmanischen Reiches
- Osman Nuri Pascha (1832–1900), türkischer Feldherr
- Osman Pascha, osmanischer Marineoffizier, zuletzt im Range eines Vizeadmirals (Patrona)
- Osman, Abdourahman (* 1993), dschibutischer Schwimmer
- Osman, Abrar (* 1994), eritreischer Langstreckenläufer
- Osman, Ahmed (* 1930), marokkanischer Diplomat und Politiker
- Osman, Ashraf Hussen (* 2001), katarischer Sprinter
- Osman, Cedi (* 1995), türkischer Basketballspieler
- Osman, Dan (1963–1998), US-amerikanischer Extremsportler japanischer Herkunft
- Osman, Ertuğrul (1912–2009), türkisches Oberhaupt des Hauses Osman
- Osman, Farida (* 1995), ägyptische Schwimmerin
- Osman, Ibrahim (* 2004), ghanaischer Fußballspieler
- Osman, Joana (* 1982), deutsch-palästinensische Schriftstellerin und Dozentin
- Osman, Leon (* 1981), englischer Fußballspieler
- Osman, Mahmud (* 1938), kurdischer Politiker aus dem Irak
- Osman, Maliki (* 1965), singapurischer Politiker
- Osman, Mohammed (* 1994), syrischer Fußballspieler
- Osman, Nakkaş, osmanischer Miniaturmaler
- Osman, Nedjo (* 1958), nordmazedonischer Schauspieler
- Osman, Richard (* 1970), britischer Fernsehmoderator und AutorRichard Osman (* 1970)

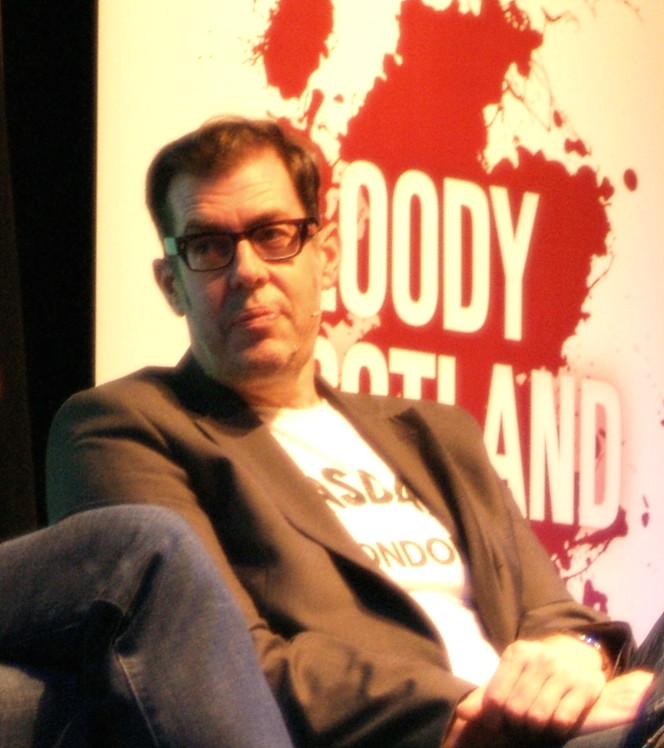
Richard Osman (* 1970)

- Osman, Salih Mahmoud (* 1957), sudanesischer Rechtsanwalt und Politiker
- Osman, Samir (* 1970), deutscher Theater- und Filmschauspieler
- Osman, Sharyhan (* 1986), deutsch-ägyptische Sängerin
- Osman, Sitona Abdalla, südsudanesische Diplomatin
- Osman, Thomas (* 1950), eritreischer Geistlicher
- Osman, Umar (* 2003), malaysischer Sprinter
- Osman, William (* 1991), US-amerikanischer YouTuber, Ingenieur und Erfinder
- Osmanagić, Almin (* 1967), kroatischer Fußballspieler
- Osmanagić, Amer (* 1989), bosnischer Fußballspieler
- Osmanagić, Semir (* 1960), bosnischer Autor, Pseudowissenschaftler, Amateur-Archäologe und BauunternehmerSemir Osmanagić (* 1960)

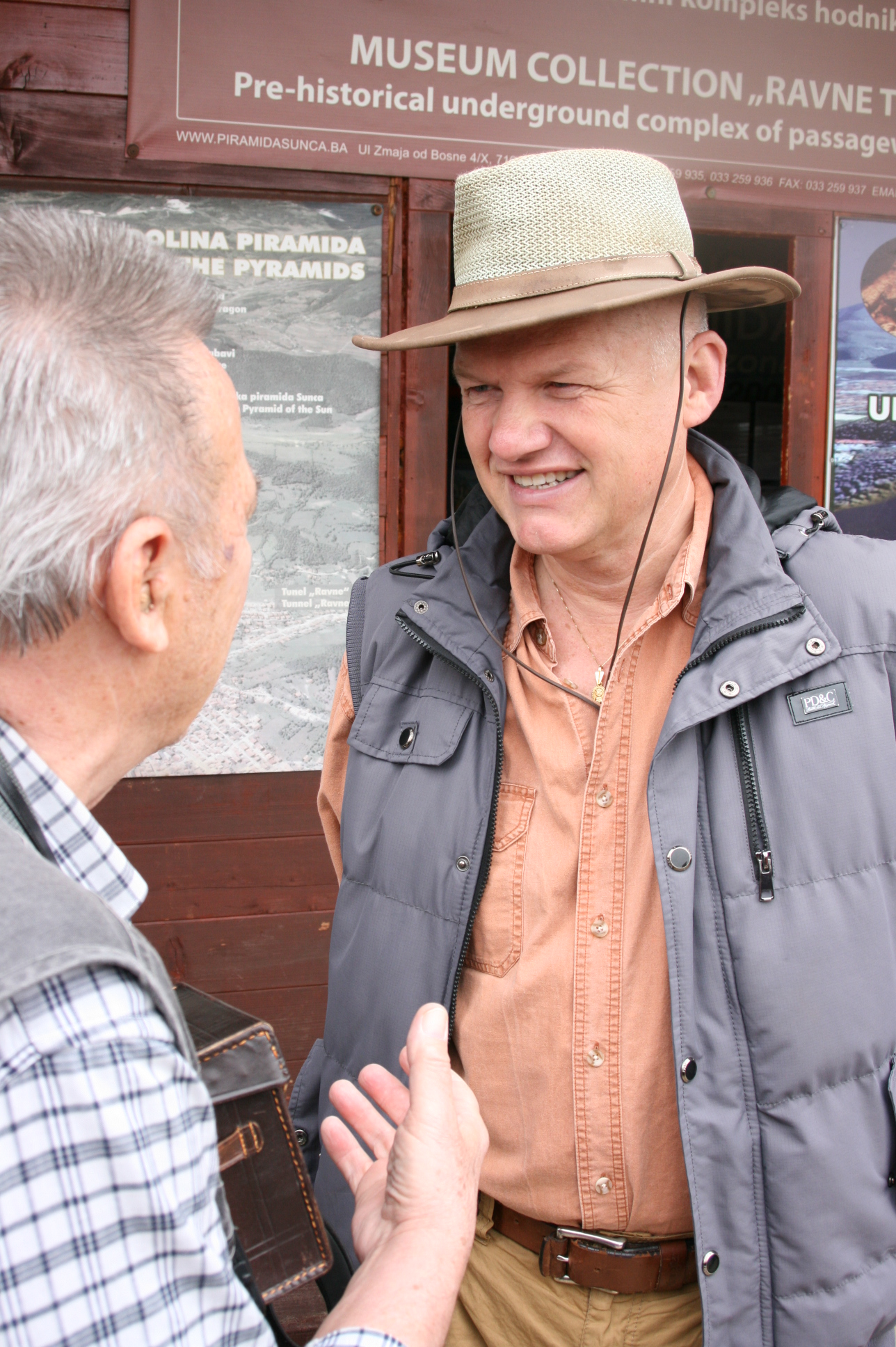
Semir Osmanagić (* 1960)

- Osmańczyk, Edmund Jan (1913–1989), polnischer Journalist und Historiker, Mitglied des Sejm
- Osmani, A. F. Golam (1933–2009), indischer Politiker (Indischer Nationalkongress)
- Osmani, Bujar (* 1979), nordmazedonischer Politiker (BDI), Gesundheits- und Außenminister
- Osmani, Burim (* 1964), kosovarischer Unternehmer
- Osmani, Connie (* 1922), niederländische Artistin
- Osmani, Elvis (* 1996), kroatischer Fußballspieler
- Osmani, Ismet (* 2000), Schweizer Fußballspieler
- Osmani, Julia (* 1920), niederländische Artistin
- Osmani, Muhammad Ataul Gani (1918–1984), bangladeschischer Militär
- Osmani, Remzie (* 1971), albanische Volksmusikerin aus dem Kosovo
- Osmani, Rufi (* 1960), mazedonischer Ökonom und Politiker
- Osmani, Toni Arjeton (* 1985), deutscher Schauspieler
- Osmani, Vjosa (* 1982), kosovarische Politikerin und Präsidentin der Republik KosovoVjosa Osmani (* 1982)

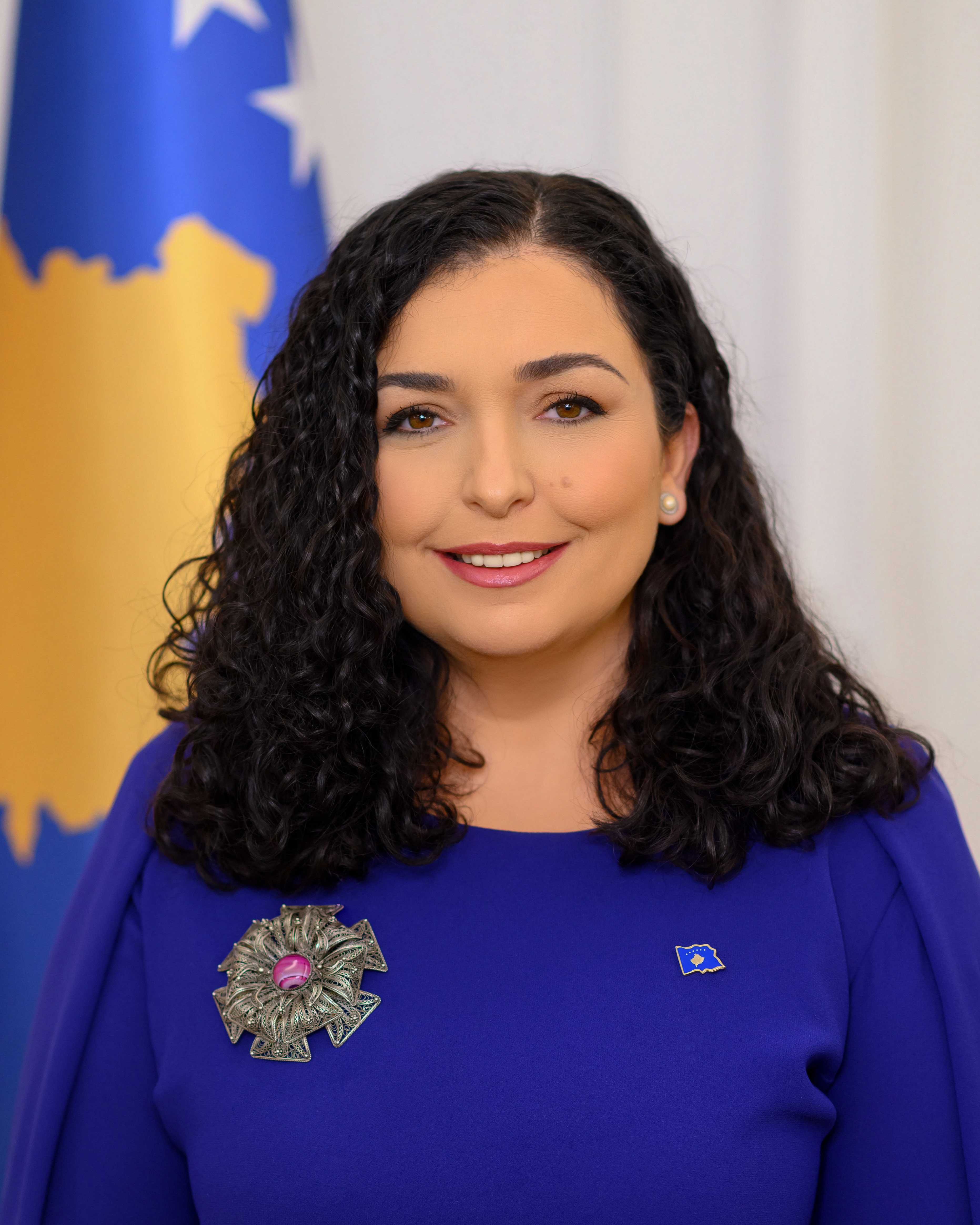
Vjosa Osmani (* 1982)

- Osmann, Rainer (* 1950), deutscher Handballspieler und -trainer
- Osmanodja, Filiz (* 1996), deutsche Schachspielerin
- Osmanoğlu, Şeref (* 1989), ukrainisch-türkischer Dreispringer
- Osmanoğlu, Sinan (* 1990), türkischer Fußballspieler
- Osmanov, Adil (* 2000), moldauischer Judoka
- Osmanović, Dejan (* 1973), serbischer Fußballspieler
- Osmanovski, Yksel (* 1977), schwedischer Fußballspieler
- Osmanow, Magomed-Nuri Osmanowitsch (1924–2015), dagestanischer Iranologe und Orientalist; Koranübersetzer
- Osmanpaşa, Caner (* 1988), türkischer Fußballspieler
- Osmanpaşaoğlu, Ozan (* 1983), türkischer Schauspieler
- Osmanski, Bill (1915–1996), US-amerikanischer American-Football-Spieler und -Trainer und Zahnarzt
- Osmanski, Joe (1917–1993), US-amerikanischer American-Football-Spieler
- Osmarr, Otto (1858–1940), deutscher Theaterschauspieler, -regisseur und -intendant
- Osmatschka, Teodosij (1895–1962), ukrainischer Dichter, Schriftsteller und Übersetzer

### Osme
- Osmeña, John Henry (1935–2021), philippinischer Politiker
- Osmeña, Sergio (1878–1961), philippinischer Präsident
- Osment, Emily (* 1992), US-amerikanische Schauspielerin, Sängerin und Synchronsprecherin
- Osment, Haley Joel (* 1988), US-amerikanischer SchauspielerHaley Joel Osment (* 1988)

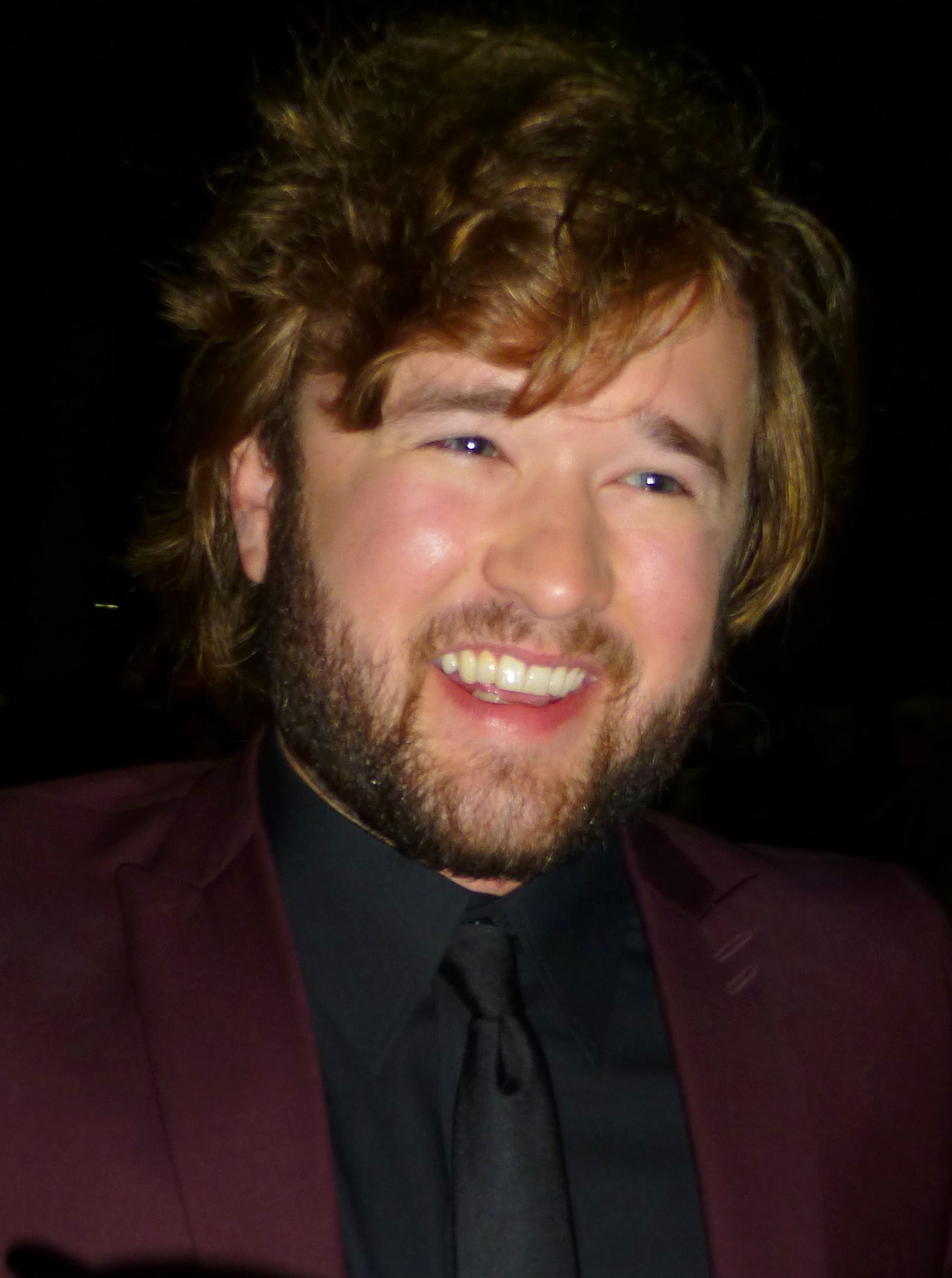
Haley Joel Osment (* 1988)

- Osmer, Dietrich (1883–1944), deutscher Politiker und Oberbürgermeister der Stadt Herford
- Osmer, James H. (1832–1912), US-amerikanischer Politiker
- Osmers, Diedrich (1904–1982), deutscher Politiker (CDU), MdL
- Osmers, Frank C. (1907–1977), US-amerikanischer Politiker
- Osmers, Friedemann (* 1945), deutscher Politiker (CDU), MdBB
- Osmers, Hans-Joachim (* 1948), deutscher Fußballschiedsrichter
- Osmers, Harm (* 1985), deutscher Fußballschiedsrichter
- Osmetz, Dirk (* 1967), deutscher Wirtschaftswissenschaftler, Managementforscher, Unternehmensberater, Autor und Publizist

### Osmi
- Ošmianskienė, Monika (* 1978), litauische liberale Politikerin
- Osminin, Iwan Jakowlewitsch († 1838), russischer Schiffbauer

### Osmo
- Osmo, Ben, australischer Tontechniker
- Osmolowski, Anatoli Felixowitsch (* 1969), russischer Künstler, Theoretiker und Kurator
- Osmólska, Halszka (1930–2008), polnische Paläontologin
- Osmonalijew, Kanybek (* 1953), sowjetischer Gewichtheber und Olympiasieger
- Osmond, Aaron, US-amerikanischer Politiker (Republikanische Partei)
- Osmond, Adèle d’ (1781–1866), französische Adelige, Salonnière und Autorin
- Osmond, Cliff (1937–2012), US-amerikanischer Schauspieler
- Osmond, Donny (* 1957), US-amerikanischer Sänger, Talkshow-Moderator und SchauspielerDonny Osmond (* 1957)

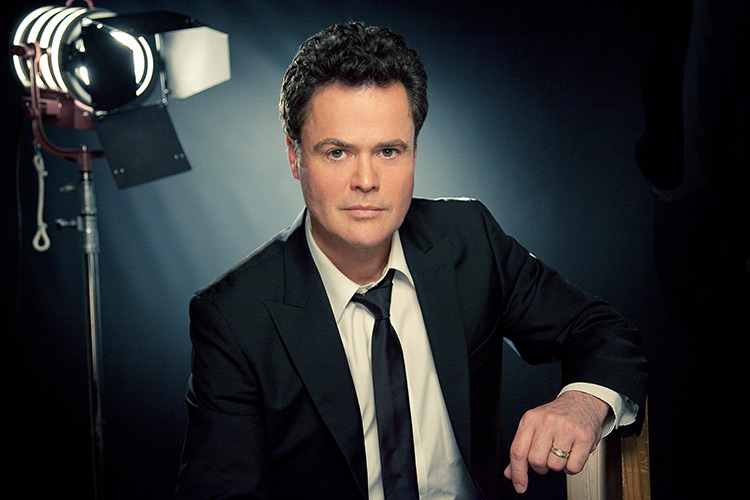
Donny Osmond (* 1957)

- Osmond, Floris (1849–1912), französischer Wissenschaftler und Ingenieur
- Osmond, Humphry (1917–2004), britischer Psychiater
- Osmond, Jimmy (* 1963), US-amerikanischer Musiker
- Osmond, Kaetlyn (* 1995), kanadische Eiskunstläuferin
- Osmond, Ken (1943–2020), US-amerikanischer Schauspieler
- Osmond, Marie (* 1959), US-amerikanische Country-Sängerin und Schauspielerin
- Osmond, Merrill (* 1953), US-amerikanischer Sänger und Schauspieler
- Osmonow, Alykul (1915–1950), kirgisischer Dichter, Dramaturg und Übersetzer
- Osmont, Jacques (* 1954), französischer Radrennfahrer

### Osmu
- Osmund, König bzw. Herzog von Sussex
- Osmund von Sées († 1099), katholischer Heiliger, Bischof von Salisbury, Lordkanzler von England